# Full Circle (파이어하우스의 음반)
Full Circle은 미국의 하드 록 밴드 파이어하우스의 컴필레이션 스튜디오 음반이다. 이 음반은 밴드의 이전 발매작들에서 재녹음된 자료들을 담고 있다. 베이시스트 페리 리처드슨을 제외한 모든 원년 멤버들이 참여했으며, 그를 대신하여 전 재니 레인 베이시스트 앨런 맥켄지가 참여하여 맥켄지가 베이스를 연주한 첫 음반이 되었다. 이 음반은 그들의 데뷔작인 FireHouse에서 5곡, 두 번째 음반인 Hold Your Fire에서 3곡, 세 번째 음반인 3에서 1곡, 어쿠스틱 음반인 Good Acoustics에서 1곡, 그리고 The Best of FireHouse 컴필레이션에서 1곡으로 구성되어 있다. 이 음반은 미국, 일본, 태국, 인도네시아, 푸에르토리코, 브라질, 페루, 한국, 포르투갈, 인도를 아우르는 투어를 탄생시켰다.
이 음반은 2024년 4월 5일에 사망한 오랜 리드 보컬리스트 C. J. 스네어가 참여한 밴드의 마지막 음반이다.

## 곡 목록
| No. | 제목                         | 원 음반               | 작곡가                                                | 길이 |
| --- | ---------------------------- | --------------------- | ----------------------------------------------------- | ---- |
| 1.  | "Overnight Sensation"        | FireHouse             | 코스비 엘리스, 마이클 포스터, 빌 레버티, C. J. 스네어 | 3:55 |
| 2.  | "Shake and Tumble"           | FireHouse             | 포스터, 레버티, 페리 리처드슨, 스네어                 | 3:46 |
| 3.  | "Hold the Dream"             | Hold Your Fire        | 레버티, 스네어                                        | 5:00 |
| 4.  | "All She Wrote"              | FireHouse             | 레버티, 스네어                                        | 3:45 |
| 5.  | "Love of a Lifetime"         | FireHouse             | 레버티, 스네어                                        | 4:45 |
| 6.  | "Don't Treat Me Bad"         | FireHouse             | 엘리스, 포스터, 레버티, 스네어                        | 3:55 |
| 7.  | "Reach For the Sky"          | Hold Your Fire        | 레버티, 스네어                                        | 4:46 |
| 8.  | "When I Look into Your Eyes" | Hold Your Fire        | 레버티, 스네어                                        | 4:00 |
| 9.  | "You Are My Religion"        | Good Acoustics        | 레버티, 스네어                                        | 4:02 |
| 10. | "I Live My Life for You"     | 3                     | 레버티, 스네어                                        | 4:24 |
| 11. | "Christmas With You"         | The Best of FireHouse | 레버티, 스네어                                        | 4:15 |

## 인원
- C. J. 스네어 - 보컬, 키보드
- 빌 레버티 - 기타, 백 보컬
- 앨런 맥켄지 - 베이스 기타, 백 보컬
- 마이클 포스터 - 드럼 세트, 타악기, 백 보컬

## 제작
- 빌 레버티 - 프로듀서, 엔지니어링

## 같이 보기
- 파이어하우스 디스코그래피